# Helix test
L'Helix test è una tecnica per controllare il corretto funzionamento di un'autoclave per sterilizzazione a vapor d'acqua; in particolare viene verificata la sua efficacia nel processo di sterilizzazione. Allo stato attuale dell'arte è l'unico sistema per valutare la capacità dello sterilizzatore di far arrivare il vapore (e quindi sterilizzare) all'interno di piccole cavità (definite cavi di tipo A secondo la normativa EN 13060)

## Meccanismo di funzionamento
Alla base del test c'è l'uso di una striscia di carta speciale che ha la caratteristica di virare, cioè di cambiare colore, se esposta a vapore acqueo privo di aria (vapore saturo) ad una certa temperatura e per un certo periodo di tempo (le caratteristiche sono indicate dal produttore). La cartina viene posta in una provetta sigillata (capsula), messa in comunicazione con l'esterno tramite un tubo lungo 1,5 metri, con un foro circolare da 2 mm di diametro.
Per simulare la condizione più critica è opportuno porre il test nel punto più freddo della camera di sterilizzazione (generalmente in basso). Gli sterilizzatori più avanzati hanno la possibilità di eseguire un ciclo apposito per l'Helix Test. La conferma del corretto funzionamento si ha se al termine del processo la cartina ha cambiato colore (è il produttore del test che deve fornire le indicazioni per la sua valutazione). Se il test non viene superato, significa che il vapore non è penetrato in modo ottimale nell'oggetto, senza sterilizzarlo. In questo caso è opportuno ripetere il test, se possibile impiegando un PCD (Process Challenge Device, cioè la spirale dell'Helix Test) diverso. Se ancora lo sterilizzatore fallisce il test è necessario individuare e risolvere il problema tecnico alla base del cattivo funzionamento; bisogna inoltre risterilizzare preventivamente tutti gli oggetti trattati con questo apparecchio per i quali non è certa la corretta sterilizzazione (in generale, si possono considerare sicuri i carichi sterilizzati tra 2 Helix Test superati).
È importante sottolineare che il superamento dell'Helix Test non sostituisce la qualifica periodica dello sterilizzatore, che certifica la correttezza dei parametri fisici (temperatura, pressione e tempo di esposizione) dei cicli di sterilizzazione eseguiti.